# Чіпріан Тетерушану
Чіпріан Тетерушану (рум. Ciprian Tătărușanu, нар. 9 лютого 1986, Бухарест) — румунський футболіст, воротар саудівського клубу «Абха». Виступав, зокрема, за низку італійських клубних команд і національну збірну Румунії.

## Клубна кар'єра
У дорослому футболі дебютував 2003 року виступами за команду клубу «Ювентус» (Бухарест), в якій провів три сезони, взявши участь у 29 матчах чемпіонату.
Своєю грою за цю команду привернув увагу представників тренерського штабу клубу «Глорія» (Бистриця), до складу якого приєднався 2006 року. Відіграв за бистрицьку команду наступні три сезони своєї ігрової кар'єри.
До складу клубу «Стяуа» приєднався 2009 року. За п'ять сезонів встиг відіграти за бухарестську команду 133 матчі в національному чемпіонаті, вигравши за цей час два національних чемпіонати та по одному кубку та суперкубку Румунії.
9 червня 2014 року підписав п'ятирічний контракт з італійською «Фіорентиною», де відразу став дублером Нету. Влітку наступного року бразильський голкіпер перейшов до «Ювентуса», що дозволило Тетерушану розпочати і провести сезон 2015/16 у статусі основного воротаря «фіалок». Впевнена гра у воротах флорентійської команди дозволила йому отримати титул Румунського футболіста 2015 року.
Протягом сезону 2015/17 також був основним голкіпером італійської команди, а по його завершенні перебрався до Франції, ставши гравцем «Нанта», де протягом двох років був головною опцією тренерського штабу на воротарській позиції.
Утім влітку 2019 року контракт досвідченого гравця з «Нантом» завершився і він залишив команду на правах вільного агента. Невдовзі прийняв пропозицію приєднатися до іншого представника французької Ліги 1 ліонського «Олімпіка». Протягом сезону 2019/20 виходив на поле у двох іграх Ліги 1.
11 вересня 2020 року повернувся до Італії, де за 500 тисяч євро перейшов до «Мілана», де став одним з дублерів Джанлуїджі Доннарумми. Після відходу останнього із команди її основним гравцем не став, адже на місце основного голкіпера був запрошений француз Майк Меньян. Загалом за три сезони у Мілані взяв участь у 37 іграх усіх турнірів.
10 серпня 2023 року досвідчений воротар уклав дворічну угоду із саудівським клубрм «Абха».

## Виступи за збірні
Протягом 2006–2009 років залучався до складу молодіжної збірної Румунії. На молодіжному рівні зіграв у 13 офіційних матчах.
У 2010 році дебютував в офіційних матчах у складі національної збірної Румунії. З наступного року став основним голкіпером національної команди. У такому статусі відстояв у воротах румунів в усіх їх іграх на Євро-2016 і в рамках Ліги націй УЄФА 2018/19. У березні 2019 року уперше виводив румунську збірну на поле з капітанською пов'язкою.
| Дата       | Місто                  | Господарі         | Результат | Гості                | Турнір                               | Голи | Примітки |
| ---------- | ---------------------- | ----------------- | --------- | -------------------- | ------------------------------------ | ---- | -------- |
| 17-11-2010 | Клагенфурт-ам-Вертерзе | Румунія           | 1 – 1     | Італія               | товариський матч                     | -1   | 46'      |
| 9-2-2011   | Паралімні              | Кіпр              | 1 – 1     | Румунія              | товариський матч                     | -1   |          |
| 29-3-2011  | П'ятра-Нямц            | Румунія           | 3 – 1     | Люксембург           | Відбір до ЧЄ 2012                    | -1   |          |
| 3-6-2011   | Бухарест               | Румунія           | 3 – 0     | Боснія і Герцеговина | Відбір до ЧЄ 2012                    | -    |          |
| 7-6-2011   | Сан-Паулу              | Бразилія          | 1 – 0     | Румунія              | товариський матч                     | -1   | 67'      |
| 10-8-2011  | Серравалле             | Сан-Марино        | 0 – 1     | Румунія              | товариський матч                     | -    |          |
| 2-9-2011   | Люксембург             | Люксембург        | 0 – 2     | Румунія              | Відбір до ЧЄ 2012                    | -    |          |
| 6-9-2011   | Бухарест               | Румунія           | 0 – 0     | Франція              | Відбір до ЧЄ 2012                    | -    |          |
| 11-11-2011 | Льєж                   | Бельгія           | 2 – 1     | Румунія              | товариський матч                     | -2   |          |
| 29-2-2012  | Бухарест               | Румунія           | 1 – 1     | Уругвай              | товариський матч                     | -1   |          |
| 5-6-2012   | Інсбрук                | Австрія           | 0 – 0     | Румунія              | товариський матч                     | -    |          |
| 11-9-2012  | Бухарест               | Румунія           | 4 – 0     | Андорра              | Відбір до ЧС 2014                    | -    | 46'      |
| 12-10-2012 | Стамбул                | Туреччина         | 0 – 1     | Румунія              | Відбір до ЧС 2014                    | -    |          |
| 16-10-2012 | Бухарест               | Румунія           | 1 – 4     | Нідерланди           | Відбір до ЧС 2014                    | -4   |          |
| 14-11-2012 | Бухарест               | Румунія           | 2 – 1     | Бельгія              | товариський матч                     | -1   |          |
| 22-3-2013  | Будапешт               | Угорщина          | 2 – 2     | Румунія              | Відбір до ЧС 2014                    | -2   |          |
| 14-8-2013  | Бухарест               | Румунія           | 1 – 1     | Словаччина           | товариський матч                     | -1   |          |
| 6-9-2013   | Бухарест               | Румунія           | 3 – 0     | Угорщина             | Відбір до ЧС 2014                    | -    |          |
| 10-9-2013  | Бухарест               | Румунія           | 0 – 2     | Туреччина            | Відбір до ЧС 2014                    | -2   |          |
| 15-10-2013 | Бухарест               | Румунія           | 2 – 0     | Естонія              | Відбір до ЧС 2014                    | -    |          |
| 19-11-2013 | Бухарест               | Румунія           | 1 – 1     | Греція               | Відбір до ЧС 2014                    | -1   |          |
| 5-3-2014   | Бухарест               | Румунія           | 0 – 0     | Аргентина            | товариський матч                     | -    | 46'      |
| 31-5-2014  | Івердон-ле-Бен         | Албанія           | 0 – 1     | Румунія              | товариський матч                     | -    |          |
| 7-9-2014   | Афіни                  | Греція            | 0 – 1     | Румунія              | Відбір до ЧЄ 2016                    | -    | 90+4'    |
| 11-10-2014 | Бухарест               | Румунія           | 1 – 1     | Угорщина             | Відбір до ЧЄ 2016                    | -1   |          |
| 14-10-2014 | Гельсінкі              | Фінляндія         | 0 – 2     | Румунія              | Відбір до ЧЄ 2016                    | -    |          |
| 14-11-2014 | Бухарест               | Румунія           | 2 – 0     | Північна Ірландія    | Відбір до ЧЄ 2016                    | -    |          |
| 13-6-2015  | Белфаст                | Північна Ірландія | 0 – 0     | Румунія              | Відбір до ЧЄ 2016                    | -    |          |
| 4-9-2015   | Будапешт               | Угорщина          | 0 – 0     | Румунія              | Відбір до ЧЄ 2016                    | -    |          |
| 7-9-2015   | Бухарест               | Румунія           | 0 – 0     | Греція               | Відбір до ЧЄ 2016                    | -    |          |
| 8-10-2015  | Бухарест               | Румунія           | 1 – 1     | Фінляндія            | Відбір до ЧЄ 2016                    | -1   |          |
| 11-10-2015 | Торсгавн               | Фарерські острови | 0 – 3     | Румунія              | Відбір до ЧЄ 2016                    | -    |          |
| 17-11-2015 | Болонья                | Італія            | 2 – 2     | Румунія              | товариський матч                     | -2   |          |
| 27-3-2016  | Клуж-Напока            | Румунія           | 0 – 0     | Іспанія              | товариський матч                     | -    |          |
| 29-5-2016  | Турин                  | Румунія           | 3 – 4     | Україна              | товариський матч                     | -4   |          |
| 3-6-2016   | Бухарест               | Румунія           | 5 – 1     | Грузія               | товариський матч                     | -1   |          |
| 10-6-2016  | Сен-Дені               | Франція           | 2 – 1     | Румунія              | ЧЄ 2016 - 1-й етап                   | -2   |          |
| 15-6-2016  | Париж                  | Румунія           | 1 – 1     | Швейцарія            | ЧЄ 2016 - 1-й етап                   | -1   |          |
| 19-6-2016  | Ліон                   | Румунія           | 0 – 1     | Албанія              | ЧЄ 2016 - 1-й етап                   | -1   |          |
| 8-10-2016  | Єреван                 | Вірменія          | 0 – 5     | Румунія              | Відбір до ЧС 2018                    | -    |          |
| 11-10-2016 | Нур-Султан             | Казахстан         | 0 – 0     | Румунія              | Відбір до ЧС 2018                    | -    |          |
| 11-11-2016 | Бухарест               | Румунія           | 0 – 3     | Польща               | Відбір до ЧС 2018                    | -3   |          |
| 26-3-2017  | Клуж-Напока            | Румунія           | 0 – 0     | Данія                | Відбір до ЧС 2018                    | -    |          |
| 10-6-2017  | Варшава                | Польща            | 3 – 1     | Румунія              | Відбір до ЧС 2018                    | -3   |          |
| 1-9-2017   | Бухарест               | Румунія           | 1 – 0     | Вірменія             | Відбір до ЧС 2018                    | -    |          |
| 4-9-2017   | Подгориця              | Чорногорія        | 1 – 0     | Румунія              | Відбір до ЧС 2018                    | -1   |          |
| 5-10-2017  | Плоєшті                | Румунія           | 3 – 1     | Казахстан            | Відбір до ЧС 2018                    | -1   |          |
| 8-10-2017  | Копенгаген             | Данія             | 1 – 1     | Румунія              | Відбір до ЧС 2018                    | -1   | 54'      |
| 27-3-2018  | Крайова                | Румунія           | 1 – 0     | Швеція               | товариський матч                     | -    | 54'      |
| 31-5-2018  | Ґрац                   | Румунія           | 3 – 2     | Чилі                 | товариський матч                     | -2   |          |
| 5-6-2018   | Плоєшті                | Румунія           | 2 – 0     | Фінляндія            | товариський матч                     | -    | 78'      |
| 7-9-2018   | Плоєшті                | Румунія           | 0 – 0     | Чорногорія           | Ліга націй УЄФА 2018-2019 - 1-й етап | -    |          |
| 10-9-2018  | Белград                | Сербія            | 2 – 2     | Румунія              | Ліга націй УЄФА 2018-2019 - 1-й етап | -2   | 85'      |
| 11-10-2018 | Вільнюс                | Литва             | 1 – 2     | Румунія              | Ліга націй УЄФА 2018-2019 - 1-й етап | -1   |          |
| 14-10-2018 | Бухарест               | Румунія           | 0 – 0     | Сербія               | Ліга націй УЄФА 2018-2019 - 1-й етап | -    |          |
| 17-11-2018 | Плоєшті                | Румунія           | 3 – 0     | Литва                | Ліга націй УЄФА 2018-2019 - 1-й етап | -    |          |
| 20-11-2018 | Подгориця              | Чорногорія        | 0 – 1     | Румунія              | Ліга націй УЄФА 2018-2019 - 1-й етап | -    |          |
| 23-3-2019  | Стокгольм              | Швеція            | 2 – 1     | Румунія              | Відбір до ЧЄ 2020                    | -2   |          |
| 26-3-2019  | Бухарест               | Румунія           | 4 – 1     | Фарерські острови    | Відбір до ЧЄ 2020                    | -1   | кап.     |
| 7-6-2019   | Осло                   | Норвегія          | 2 – 2     | Румунія              | Відбір до ЧЄ 2020                    | -2   |          |
| 10-6-2019  | Та-Калі                | Мальта            | 0 – 4     | Румунія              | Відбір до ЧЄ 2020                    | -    | кап.     |
| 5-9-2019   | Бухарест               | Румунія           | 1 – 2     | Іспанія              | Відбір до ЧЄ 2020                    | -2   |          |
| 8-9-2019   | Плоєшті                | Румунія           | 1 – 0     | Мальта               | Відбір до ЧЄ 2020                    | -    |          |
| 12-10-2019 | Торсгавн               | Фарерські острови | 0 – 3     | Румунія              | Відбір до ЧЄ 2020                    | -    |          |
| 15-10-2019 | Бухарест               | Румунія           | 1 – 1     | Норвегія             | Відбір до ЧЄ 2020                    | -1   |          |
| 15-11-2019 | Бухарест               | Румунія           | 0 – 2     | Швеція               | Відбір до ЧЄ 2020                    | -2   |          |
| 18-11-2019 | Мадрид                 | Іспанія           | 5 – 0     | Румунія              | Відбір до ЧЄ 2020                    | -    | кап.     |
| 4-9-2020   | Бухарест               | Румунія           | 1 – 1     | Північна Ірландія    | Ліга націй УЄФА 2020-2021 - 1-й етап | -1   |          |
| 7-9-2020   | Відень                 | Австрія           | 2 – 3     | Румунія              | Ліга націй УЄФА 2020-2021 - 1-й етап | -2   |          |
| 8-10-2020  | Рейк'явік              | Ісландія          | 2 – 1     | Румунія              | Відбір до ЧЄ 2020                    | -2   | кап.     |
| 11-10-2020 | Осло                   | Норвегія          | 4 – 0     | Румунія              | Ліга націй УЄФА 2020-2021 - 1-й етап | -4   | кап.     |
| 14-10-2020 | Плоєшті                | Румунія           | 0 – 1     | Австрія              | Ліга націй УЄФА 2020-2021 - 1-й етап | -1   | кап.     |
| 18-11-2020 | Белфаст                | Північна Ірландія | 1 – 1     | Румунія              | Ліга націй УЄФА 2020-2021 - 1-й етап | -1   | кап.     |
| Усього     |                        | Матчів            | 73        |                      | Голів                                | -69  |          |

## Досягнення
- Чемпіон Румунії (2):

«Стяуа»: 2012-13, 2013-14
- Володар Суперкубка Румунії (1):

«Стяуа»: 2013
- Володар Кубка Румунії (1):

«Стяуа»: 2010-11
- Чемпіон Італії (1):

«Мілан»: 2021–22